# Semanas Musicales de Frutillar
Semanas Musicales de Frutillar (Settimane Musicali di Frutillar) è un festival di musica colta che si realizza annualmente dal 1968 nella città balnearia cilena di Frutillar, nella Regione dei Laghi.

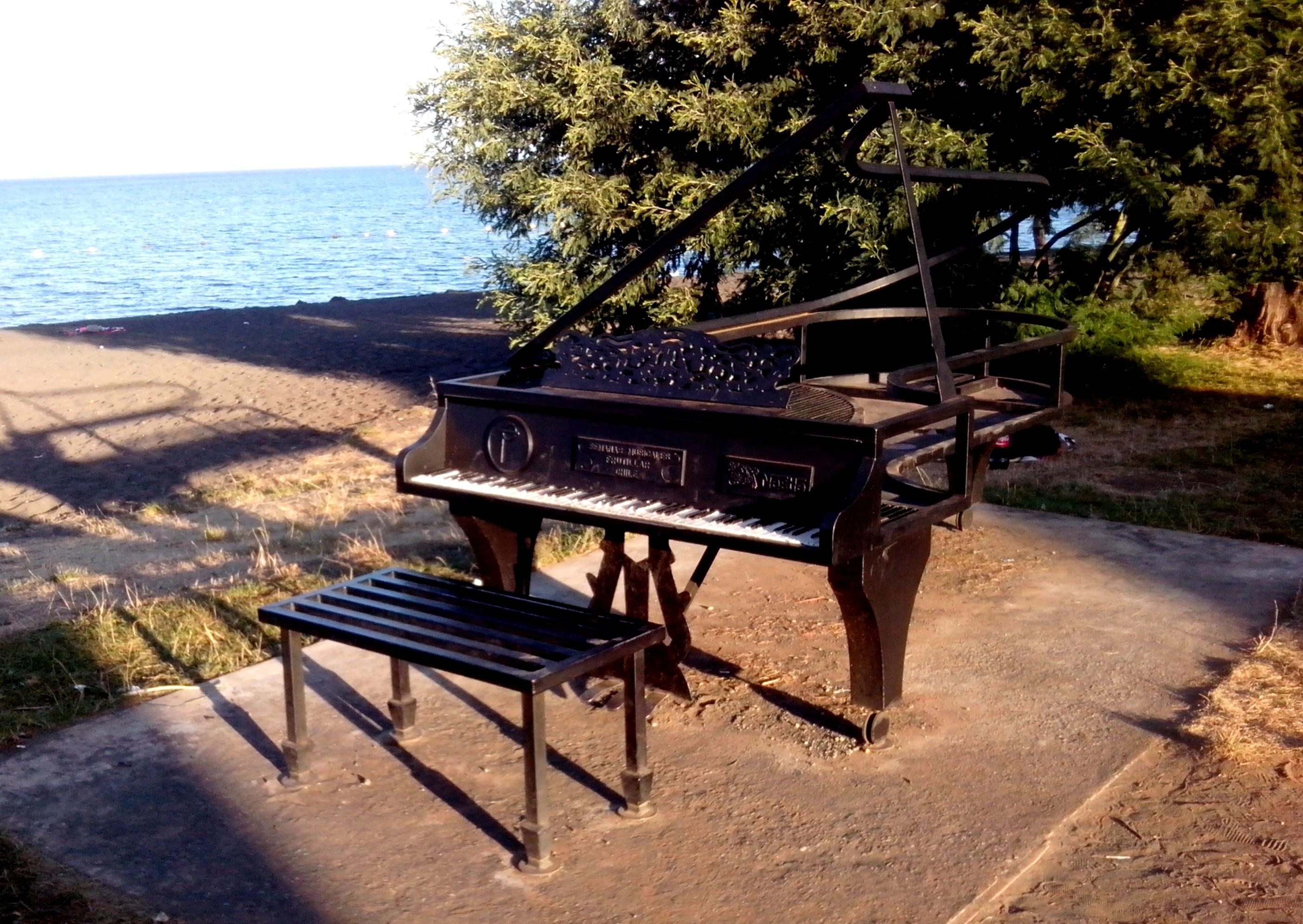
Scultura Pianoforte di Frutillar

Il festival ha luogo tra il 27 gennaio e il 5 febbraio, quando si presentano gruppi artistici locali e stranieri che si esibiscono in trenta o quaranta concerti.
Tradizionalmente, l'evento è inaugurato con il concerto della Banda Sinfonica della Forza Aerea del Cile. Un altro gruppo stabile del suo palinsesto è l'Orchestra Sinfonica del Cile, accompagnata dal coro universitario.
Il Teatro del Lago, inaugurato nel novembre 2010, ne è la sede ufficiale a partire dall'anno seguente.
Vari artisti hanno partecipato e preso parte al festival, ad esempio: Mahani Teave, Markus Stockhausen, Catalina Bertucci, Michal Nesterowicz, Armands Abols, Ishay Shaer, Piotr Oczkowski, Jaroslav Sveceny, Igor Pykaysen e Aleksandra Swigut.